# Murasame
Il Murasame (村雨? lett. "Frequenti rovesci di pioggia") è stato un cacciatorpediniere della Marina imperiale giapponese, terza unità appartenente alla classe Shiratsuyu. Fu varato dal cantiere navale di Fujinagata, presso Osaka, nel giugno 1935.
Nel dicembre 1941 appoggiò gli sbarchi nelle Filippine e nel gennaio 1942 supportò le operazioni anfibie sulla costa orientale del Borneo; fu quindi presente alla battaglia del Mare di Giava (27 febbraio) e, dopo un periodo di servizio nuovamente nelle Filippine e alcune settimane di revisione, alla battaglia delle Midway (4-6 giugno), nella quale non ebbe comunque parte. Destinato a condurre azioni di guerra corsara nell'Oceano Indiano, l'8 agosto fu riassegnato al fronte del Pacifico sud-occidentale, dove era appena iniziata la campagna di Guadalcanal: fu coinvolto in missioni di trasporto truppe, copertura e in importanti battaglie come quella di metà novembre 1942, durante la quale inflisse duri colpi alla flotta statunitense. Raddobbato dopo lo scontro a Truk, giunse in Giappone per ulteriori riparazioni, quindi fu assegnato alla base di Rabaul. All'inizio del gennaio 1943 scortò un convoglio di rinforzi sull'isola di Kolombangara, ma fu colto di sorpresa da una squadra americana che aprì il fuoco seguendo i dati forniti dal radar. Devastato dalle granate e centrato da un siluro saltò in aria e affondò non lontano dalle coste dell'isola, con circa 2/3 dell'equipaggio.

## Impiego operativo

### Costruzione
Il cacciatorpediniere Murasame fu ordinato nell'anno fiscale edito dal governo giapponese nel 1931. La sua chiglia fu impostata nel cantiere navale di Fujinagata (Osaka) il 1º febbraio 1934 e il varo avvenne il 20 giugno 1935; fu completato il 7 gennaio 1937. La nave formò con i gemelli Harusame, Samidare e Yudachi la 2ª Divisione cacciatorpediniere, dipendente dalla 4ª Squadriglia della 2ª Flotta. Fu scelto come nave ammiraglia dal comandante della divisione.

### 1941-1942
Tra 1940 e 1941 il Murasame passò al comando del capitano di corvetta Naoji Suenaga e imbarcò anche il nuovo comandante della divisione, il capitano di vascello Masao Tachibana. Il 26 novembre 1941 l'unità e tutti gli altri cacciatorpediniere della 4ª Squadriglia, passati alle dipendenze della 3ª Flotta del viceammiraglio Ibō Takahashi, salparono dal Giappone, passarono lo stretto di Terashima e si ancorarono a Mako, nelle isole Pescadores, il 29 novembre. Il 7 dicembre la sola 2ª Divisione mollò gli ormeggi e fece rotta per Vigan, a Luzon nelle Filippine, dove l'11 avvenne uno sbarco in forze. Il 22 dicembre il Murasame e le unità sorelle coprirono il facile sbarco nel Golfo di Lingayen e quindi rientrarono a Formosa; a Takao, il 26, il Murasame subì una piccola collisione con il dragamine W-20 e fu rapidamente riparato, prendendo poi parte all'attacco di Tarakan (12 gennaio 1942) e poi all'assalto di Balikpapan (23 gennaio); quindi, seguendo il resto della 3ª Flotta, fu tra le unità di scorta al convoglio d'invasione orientale che puntava su Giava. Il 27 febbraio partecipò alla battaglia del Mare di Giava, durante la quale la flotta alleata fu sconfitta. Una volta conquistata l'isola, la divisione fu destinata alla baia di Subic (a nord di Manila) e da qui operò in svariate, rapide azioni anfibie nelle isole interne delle Filippine, come Cebu. Il 3 maggio il Murasame condusse gli altri cacciatorpediniere sino a Yokosuka, dove il 6 la divisione al completo fu posta in bacini di carenaggio per revisione e riparazioni. I lavori furono conclusi in tempo per l'"operazione Mi", l'attacco all'atollo di Midway: il Murasame fu aggregato assieme agli altri cacciatorpediniere, sotto la guida dell'incrociatore leggero Yura, al corpo da battaglia della 2ª Flotta del viceammiraglio di Nobutake Kondō, che formava la scorta avanzata al convoglio d'invasione per l'atollo. Nella battaglia susseguente (4-6 giugno) la flotta ebbe solo una parte minore e poco incisiva. Tornata in Giappone, la 2ª Divisione salpò il 16 luglio da Kure sotto il comando della 4ª Squadriglia cacciatorpediniere, toccò Singapore e si fermò il 30 a Mergui nella Birmania meridionale, per condurre una serie di operazioni di guerra corsara. Tuttavia il 7 agosto giunse notizia di uno sbarco statunitense su Guadalcanal e il Murasame con le unità gemelle fu urgentemente richiamato: l'8 agosto perciò lasciò l'Oceano Indiano e il 21 agosto gettò le àncore nella base aeronavale di Truk. Sembra molto probabile che, durante la sosta in patria, il Murasame abbia ricevuto un impianto binato di cannoni Type 96 da 25 mm, sistemato su un basso ballatoio davanti alla plancia.
Il 24 agosto 1942, nel quadro di un'operazione di rifornimento per Guadalcanal, il Murasame scortò con il Samidare, l'Harusame, il Natsugumo e la nave portaidrovolanti Nisshin la corazzata Mutsu, la quale peraltro non giocò alcuna parte nel corso della battaglia contro le Task force statunitensi. L'8 settembre uscì da Truk a difesa della nave portaidrovolanti Kunikawa Maru, che esplorò le isole Salomone e le isole Santa Cruz per trovare luoghi idonei ad allestire basi sino al 24; il 19 condusse per suo conto la ricognizione dell'isola di Ndeni. Già lo stesso 24 il Murasame lasciò Truk e il 27 si fermò alle isole Shortland, posizione avanzata per le manovre navali giapponesi nelle Salomone meridionali: il 2 ottobre portò a termine una missione di trasporto truppe sull'isola, ma quella del 5 fu annullata dopo che, in un attacco aereo poco dopo la partenza, diverse bombe erano cadute molto vicine allo scafo. Il 7, dunque, il Murasame fece rotta per Truk, dove furono completate le riparazioni, e il 13 tornò alle Shortland, scortando subito un convoglio a Guadalcanal; il 16 si fermò nuovamente alle Shortland. Il 17 ripeté con successo un trasporto di fanteria e il 25 ottobre, con altri cacciatorpediniere e l'incrociatore leggero Yura, avrebbe dovuto partecipare al bombardamento dell'aeroporto di Henderson Field, per appoggiare l'offensiva in corso a terra: invece fu impegnato nel salvataggio del contrammiraglio Tamotsu Takama (il comandante della 4ª Squadriglia) dal danneggiato Akizuki e poi trasse in salvo una parte dell'equipaggio dello Yura che, devastato da bombe d'aereo, dovette essere affondato. Il giorno successivo fu fatto uscire in mare per unirsi alla 2ª Flotta, impegnata nella battaglia delle isole Santa Cruz e fu messo a difesa, assieme al resto della 2ª Divisione più il Kagero e l'Oyashio, alle corazzate Kongo e Haruna.
Il 1º novembre il comandante Suenaga ricevette la promozione a capitano di fregata. Il 2 e l'8 novembre egli condusse il Murasame nel corso di missioni di trasporto, mentre il 5 fu assegnato alla difesa di unità sottili incaricate di tale compito. L'11 novembre il cacciatorpediniere lasciò le Shortland assieme alla forza da bombardamento del viceammiraglio Hiroaki Abe, distaccato dal viceammiraglio Kondō per distruggere Henderson Field nella notte tra il 12 e il 13: la formazione cozzò invece contro una squadra americana forte di due incrociatori pesanti, tre leggeri e otto cacciatorpediniere. Si sviluppò una confusa e violenta battaglia, nella quale il Murasame intervenne con un certo ritardo; fu comunque capace di infliggere danni all'incrociatore leggero USS Helena e silurare forse l'incrociatore leggero USS Juneau, oltre a contribuire alla distruzione del cacciatorpediniere USS Monssen. Anche il Murasame subì danni quando fu centrato verso prua da una granata, che mise fuori uso la sala macchine prodiera e fece cadere la velocità massima a 21 nodi. Dopo la fine della battaglia aiutò il Samidare per mandare a fondo l'immobile Yudachi, intento che non riuscì, quindi si aggregò alla corazzata Kirishima che ripiegò grossomodo verso nord e il 18 si portò a Truk, dove fu riparato. Il 29 era già tornato operativo e dal 4 dicembre condusse pattugliamenti al largo della base. Il 15 il comando passò da Suenaga al capitano di corvetta Yōji Tanegashima.

### 1943 e l'affondamento
Il 14 gennaio 1943 il Murasame salpò in compagnia del cacciatorpediniere Uranami per difendere la portaerei di scorta Chuyo: le tre navi arrivarono a Yokosuka il 20 e qui il Murasame fu posto in secca per un raddobbo completo, che fu completato il 7 febbraio. Quello stesso giorno salpò con le altre due unità e fece ritorno a Truk il 12, che lasciò il 28 per Rabaul, base aeronavale in Nuova Britannia; vi giunse il 2 marzo. Assieme al cacciatorpediniere Minegumo caricò a bordo attrezzature, rifornimenti e altro materiale e salpò il 4, compiendo una tappa alle Shortland prima di effettuare lo scarico all'isola di Kolombangara. Le operazioni avvennero nella notte del 5-6 marzo a Vila, sede di un aeroporto e di altre strutture militari nipponiche, e il Murasame e il Minegumo si accinsero a ripiegare prima delle 01:00 del 6. Tuttavia a loro insaputa una task force statunitense al comando del contrammiraglio Aaron Merrill era penetrata nel golfo da nord; facendo uso accorto della strumentazione radar, Merrill bersagliò con precisione le navi nipponiche. Il Murasame fu centrato ripetutamente dalle salve d'artiglieria e il cacciatorpediniere USS Waller gli inferse il colpo di grazia con un siluro. L'unità scoppiò violentemente e iniziò ad affondare (8°03′S 157°13′E) con 128 morti a bordo. Il capitano Tanegashima, il comandante del 2ª Divisione cacciatorpediniere capitano di vascello Masao Tachibana e 51 marinai riuscirono a salvarsi e a nuotare fino a riva, per essere infine recuperati da reparti amici.
Il 1º aprile il Murasame fu rimosso dalla lista del naviglio in servizio con la Marina imperiale.